# Гашчакова, Барбара
Барбара Гашчакова (словац. Barbara Haščáková, англ. Barbara Hascakova; 11 декабря 1979, Кошице — 22 ноября 2023, Сарасота, Флорида) — словацкая певица, с декабря 1999 года проживавшая в США.

## Биография
Барбара родилась в городе Кошице (Чехословакия). Очень быстро она увлеклась музыкой, особенно ей нравились игра на фортепиано (игре на котором училась с шести лет) и пение. Когда ей было 12 лет, она приняла участие в «Mini-Playback-Show», где Барбара имитировала её поп-идолов Майкла Джексона, Мадонну и 4 Non-Blondes. Позже она выступила на «Talent Show». Её заметили, и она начала исполнять в джаз-клубе Кошице песни Майкла Джексона, Мадонны, Мэрайи Кэри, Уитни Хьюстон и группы Queen.
Новый этап в её карьере начался в феврале 1994 года, когда её попросили спеть высоким вокалом песню «Pár bielych ruží» евродэнс-группы «Maduar», в которую в то время входил и MC Эрик Ареста. Группе «Maduar» так понравился её голос, что Барбара приняла участие в записи песен всех первых альбомов этой группы.
Несмотря на большой успех альбома «I Feel Good», Эрик и Барбара решили покинуть Maduar и создать новую группу. Они назвали её «MC Erik & Barbara». Барбара наконец стала полноценной частью евродэнс-проекта. В альбоме «U Can’t Stop» её голос звучит уже в каждой песне альбома. За успехом первых альбомов последовали концерты, перфомансы, записи видеоклипов и пр. Барбаре пришлось прервать учёбу в средней школе (ей было 14 лет) и продолжать учиться по индивидуальному плану обучения. В октябре 1996 года она провела две недели в Англии, чтобы улучшить свой английский. Окончила гимназию Барбара в 1997 году.
Начало сольной карьеры Барбары Гашчаковой положила запись песни, озаглавленной «Láska drž ma nad hladinou» (впоследствии песня вошла в репертуар группы «Elán», став в их исполнении популярнее). 20 октября 1997 года она выпустила свой сольный альбом. В том же 1997 году она записала саундтрек к фильму «Fountain for Suzanne» и спела основную партию мьюзикла «Mary Stuart».
В 1999 году Барбара подготовила второй сольный альбом «Ver, že ja» («Верь, что я…») на студии «Universal Records» в Словакии. После завершения контракта со студией она отправилась в США.
Отец Барбары — художник словацкой Академии Искусств, мать работала звукорежиссёром на Словацком ТВ, а затем в редколлегии одного международного журнала). У неё есть брат, который старше её на четыре года.
В Америке Барбара в основном занималась сольной карьерой.
Скончалась в возрасте 43 лет 22 ноября 2023 года в Сарасоте, штат Калифорния, США от инсульта.

## Сольные альбомы
- 1997 — «Barbara»
- 1999 — «Ver, že ja»
- 2002 — «Moje Naj»
- 2004 — «Christmas Album»
- 2003 — «Secrets of Happiness»
- 2006 — «Me & My Music»
- 2014 — сингл «Nepozerám» (с Миро Ярошем)